# Jaime Gonzalo
Jaime Gonzalo (Bilbao, 1957) és un periodista i crític musical basc. Ha exercit també de productor discogràfic, lletrista i guionista tant a la ràdio com a la televisió.

## Trajectòria
La seva carrera com a periodista i crític musical es manté des de 1975 escrivint per a mitjans com Popular 1, Vibraciones, Disco Expres, Star, Disco Actualidad o Rock Espezial. El 1985 va cofundar la revista Ruta 66, mitjà clau en la recuperació a l'Estat espanyol de la crítica rock i la revisió panoràmica de la seva tradició cultural. El 2016 va abandonar Ruta 66. Actualment col·labora, entre altres mitjans, a El País i Rockdelux.
Ha escrit diversos llibres sobre música i grups musicals, n'ha prologat d'altres i ha redactat notes internes per a àlbums musicals de diferents estils. Com a productor discogràfic ha treballat per a Cancer Moon o Desechables, entre altres grups.

## Obra publicada
- La Banda Trapera del Río. Escupidos de la mano de Dios (Munster Records, 2007)
- The Stooges. Combustión espontánea. (Libros Crudos, 2008)
- Poder Freak Volúmenes 1, 2 y 3. (Libros Crudos, 2009, 2011 i 2014)
- La ciudad secreta (Munster Books, 2013)
- Sobrevivir al paraíso (Cotali, 2014, antologia de columnes)[2]
- Mercancía del horror (Libros Crudos, 2016)[3]
- Nunca te fíes de un crítico de rock (Libros Crudos, 2016, antologia d'articles)[4]
- Can. El milagro alemán (Libros Crudos, 2018)[5]